# Pavol Suško
Pavol Suško (* 17. února 1955) je bývalý slovenský fotbalista.

## Fotbalová kariéra
V československé lize hrál za Tatran Prešov. Nastoupil ve 42 ligových utkáních a dal 2 góly.

## Ligová bilance
| Ročník                                   | Zápasy | Góly | Klub          |
| ---------------------------------------- | ------ | ---- | ------------- |
| 1. československá fotbalová liga 1980/81 | 18     | 2    | Tatran Prešov |
| 1. československá fotbalová liga 1981/82 | 13     | 0    | Tatran Prešov |
| 1. československá fotbalová liga 1982/83 | 11     | 0    | Tatran Prešov |
| CELKEM                                   | 42     | 2    |               |